# Fred Figner
Fred Figner, conhecido como Frederico Figner (Milevsko, 2 de dezembro de 1866 - Rio de Janeiro, 19 de janeiro de 1947), foi um empresário e jornalista nascido na Boêmia, atual República Tcheca, que atuou como pioneiro da indústria fonográfica brasileira, no comércio de máquinas de escrever e outros utensílios de escritório, tendo sido também um importante membro do movimento espírita brasileiro, em termos de apoio material, trabalho caritário e como autor de textos em defesa do Espiritismo durante mais de 30 anos. O jornal carioca A Noite Ilustrada publicou editorial em que o judeu Frederico Figner foi honrado, post-mortem, com o merecido título de “o mais brasileiro de todos os estrangeiros”.

## Biografia
Frederico Figner, de ascendência judaica, nasceu em dezembro de 1866, em Milevsko, na rua  Týnska nº 37, perto de Tábor, na Boêmia, então parte do Império Austro-Húngaro, atual República Tcheca. Aos 13 anos de idade, foi para a cidade de Bechyně, para aprender o ofício de comerciante. Em 1882, então com 15 anos, partiu como emigrante para Bremershaven, de onde, a bordo do vapor "Main", como passageiro de terceira classe, rumou para os Estados Unidos da América, levando apenas o dinheiro para a travessia. Ainda muito jovem e buscando ampliar seus horizontes, chegou ao país no momento em que Thomas Edison estava lançando comercialmente um aparelho que registrava e reproduzia sons por intermédio de cilindros giratórios.

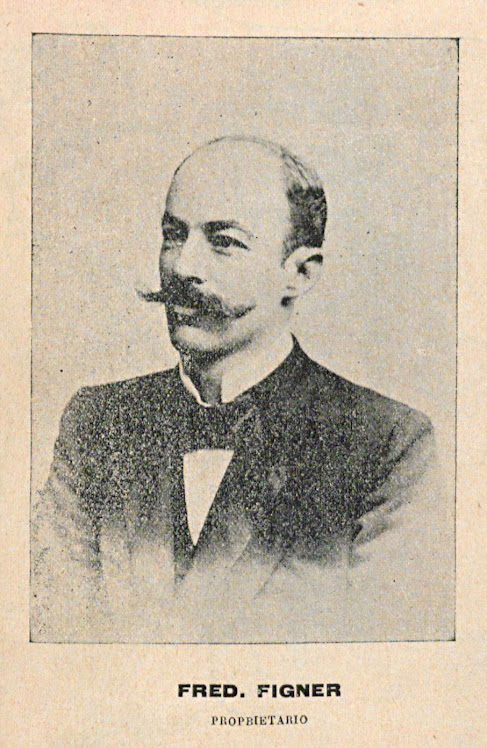
Frederico Figner em 1904

Fascinado pela novidade, adquiriu um desses equipamentos, alguns quilos de cera e vários rolos de gravação, embarcando com sua preciosa carga em um navio rumo a Belém do Pará, onde chegou em agosto de 1891,
sem conhecer uma única palavra do Português.
Naquela cidade, começou a exibir a novidade para o público, que pagava para registrar e escutar a própria voz.
O sucesso foi imediato e, de Belém, Fred se dirigiu para outras praças, sempre com o gravador a tiracolo.
Passou por Manaus, Fortaleza, Natal, João Pessoa, Recife e Salvador antes de chegar ao Rio de Janeiro, em abril de 1892, já falando e entendendo um pouco do idioma português e com um razoável quantia de dinheiro. Na Cidade Maravilhosa, Figner viria a abrir em 1900 a Casa Edison, em um sobrado da rua Uruguaiana, onde importava e comercializava os primeiros aparelhos de reprodução sonora e os primeiros fonógrafos.

## Casa Edison
Por essa mesma época, o empresário e inventor Emile Berliner, de origem judaica, havia acabado de lançar nos Estados Unidos um equipamento de gravação que utilizava discos revestidos com cera, com qualidade sonora superior ao do aparelho de Thomas Edison.

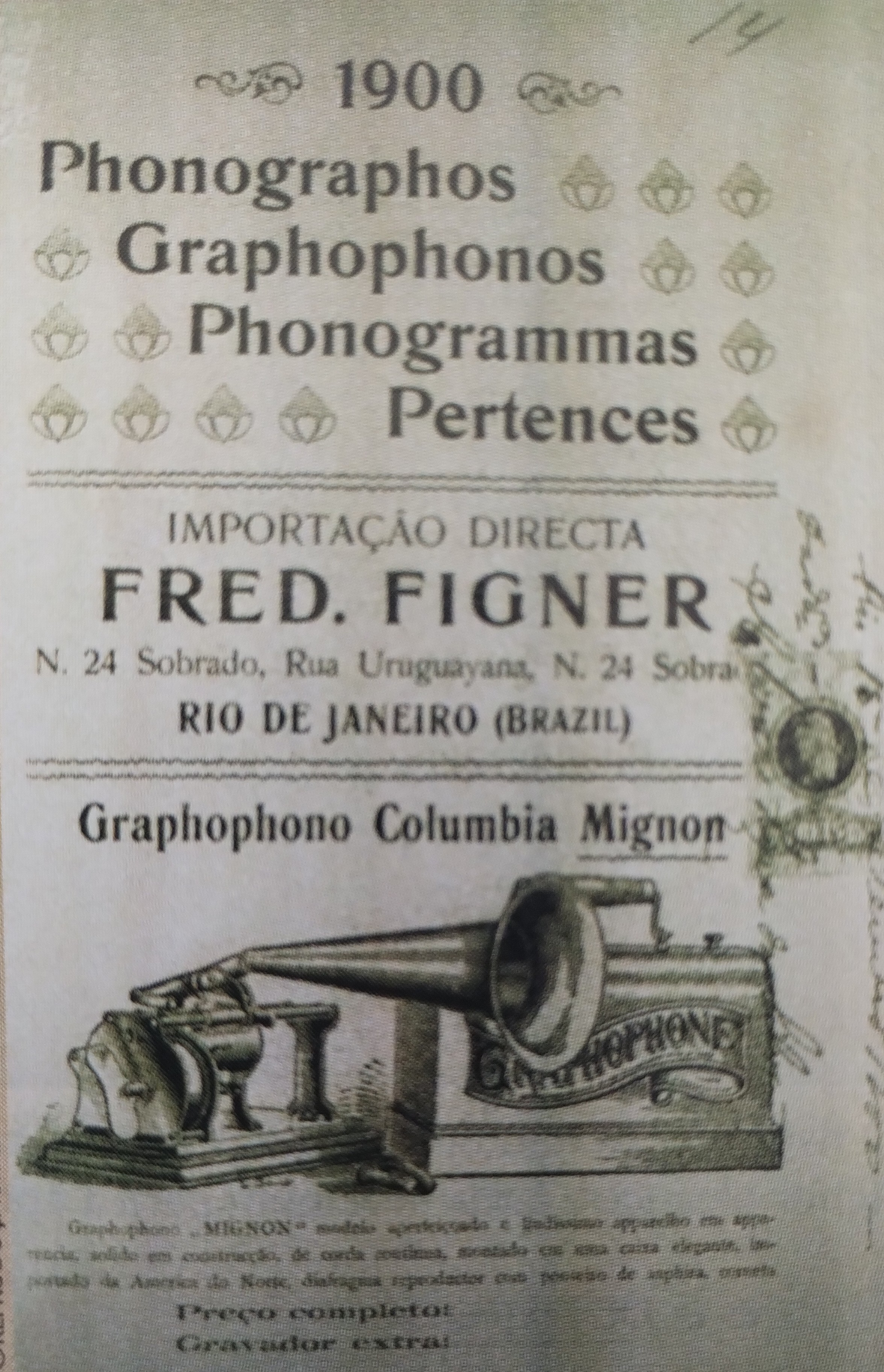
Primeiro cartaz criado por Frederico Figner para divulgar os produtos fonográficos fabricados por sua empresa

Fred Figner percebeu de imediato o potencial da nova invenção e transferiu seu estabelecimento de um sobrado da Rua Uruguaiana para uma loja térrea na tradicional Rua do Ouvidor, onde abriu o primeiro estúdio de gravação e varejo de discos do Brasil, em 1900.

### Os primeiros discos
Os discos fabricados por Figner nessa fase inicial utilizavam cera de carnaúba, eram gravados em apenas uma das faces e tocados em vitrolas movidas a manivela.
Apesar das limitações técnicas, essa iniciativa representou uma verdadeira revolução para a música popular brasileira, que engatinhava, pois até então os artistas só podiam se apresentar ao vivo ou comercializar suas criações por intermédio de partituras impressas.
O primeiro disco brasileiro foi gravado na Casa Edison pelo cantor Manuel Pedro dos Santos, o Bahiano, em 1902.
Era o lundu “Isto é Bom”, de autoria do seu conterrâneo Xisto da Bahia.
A partir daí, mais e mais artistas começaram a gravar suas composições em discos que eram distribuídos pela Casa Edison do Rio e também pela filial que Figner havia aberto em São Paulo. O flautista Patápio Silva, o maestro Anacleto de Medeiros e o cantor Cadete foram outros pioneiros das gravações.
A procura pelos discos cresceu tanto que, em 1913, Fred decidiu instalar uma indústria fonográfica de grande porte na Bulevarde 28 de Setembro, Vila Isabel, dando origem ao consagrado selo Odeon, hoje sob responsabilidade da Universal Music.

## A mansão Figner
Fred Figner era um homem à frente do seu tempo e, para coroar o sucesso nos negócios, decidiu erguer uma residência que espelhasse seu perfil  empreendedor.
A hoje conhecida Mansão Figner, na Rua Marquês de Abrantes 99, no Flamengo, abriga o Centro Cultural Arte-Sesc e o restaurante Bistrô do Senac.
É considerada um exemplo arquitetônico raro de “casa burguesa do início do século 20” .
Figner utilizou-a como hospital, em 1918, durante a pandemia conhecida como Gripe Espanhola.
Apesar dele próprio estar acometido pela enfermidade, atuou como um prestativo auxiliar de enfermagem, transformando seu palacete em uma improvisada enfermaria de campanha que chegou a abrigar quatorze pacientes em seu interior.

## Retiro dos Artistas
Fred era um homem generoso e solidário.
Pela própria natureza do trabalho nas suas duas gravadoras havia se tornado amigo de muitos músicos e cantores de sucesso.
Em uma época que antecedeu à criação da Previdência, ficou consternado com a situação de penúria que alguns desses artistas tinham de enfrentar ao chegar à velhice.
Sensibilizado com esse verdadeiro drama social, não titubeou e decidiu doar o terreno, em Jacarepaguá, para a construção da modelar instituição Retiro dos Artistas, que funciona até os dias de hoje.

## Relação com o Espiritismo
Nos últimos anos do século XIX, Frederico Figner teve o primeiro contato com o espiritismo durante suas conversas com seu cliente Pedro Sayão, filho de Antônio Luís Sayão, famoso doutrinador espírita do final do século. Não deu muita importância ao que ouvia até o momento em que presenciou alguns casos de cura e de benefícios promovidos pelo espiritismo. Trabalhou incessantemente na Federação Espírita Brasileira até pouco antes de morrer, atendendo a doentes que procuravam a instituição procurando por tratamento espiritual.
Após sua morte, já no plano espiritual, vem a escrever o livro "Voltei" através da mediunidade de Chico Xavier, contando como foi seu desencarne e suas vivências no outro plano da vida.

## Legado
Quando faleceu, aos 80 anos de idade, ao se abrir seu testamento, verificou-se que Fred Figner havia destinado parte substancial dos seus bens às obras sociais de Chico Xavier.
O jornal carioca A Noite Ilustrada publicou editorial em que o judeu Frederico Figner foi honrado, post-mortem, com o merecido título de “o mais brasileiro de todos os estrangeiros”.
O falecimento de Fred Figner não significou o encerramento de suas empresas. Um anúncio na edição de 14 de maio de 1947 do jornal Folha da Manhã, de São Paulo, nos dá conta da Casa Edison ainda localizada à rua 7 de Setembro 90, juntamente com a Fred Figner & Cia. Ltda; além da Casa Odeon Ltda, situada à rua São Bento 356, em São Paulo.